# جيف كورنيل
جيف كورنيل (بالإنجليزية: Jeff Cornell)‏ هو لاعب كرة قاعدة أمريكي، ولد في 10 فبراير 1957 في كانساس سيتي في الولايات المتحدة.

## وصلات خارجية
- جيف كورنيل على موقعبيزبول رفرنس.كوم (الدوري الرئيسي) (الإنجليزية)
- جيف كورنيل على موقعبيزبول رفرنس.كوم (الدوري الثانوي) (الإنجليزية)